# Thelymitra stellata
Thelymitra stellata är en orkidéart som beskrevs av John Lindley. Thelymitra stellata ingår i släktet Thelymitra och familjen orkidéer. Inga underarter finns listade i Catalogue of Life.